# Sundsbacka

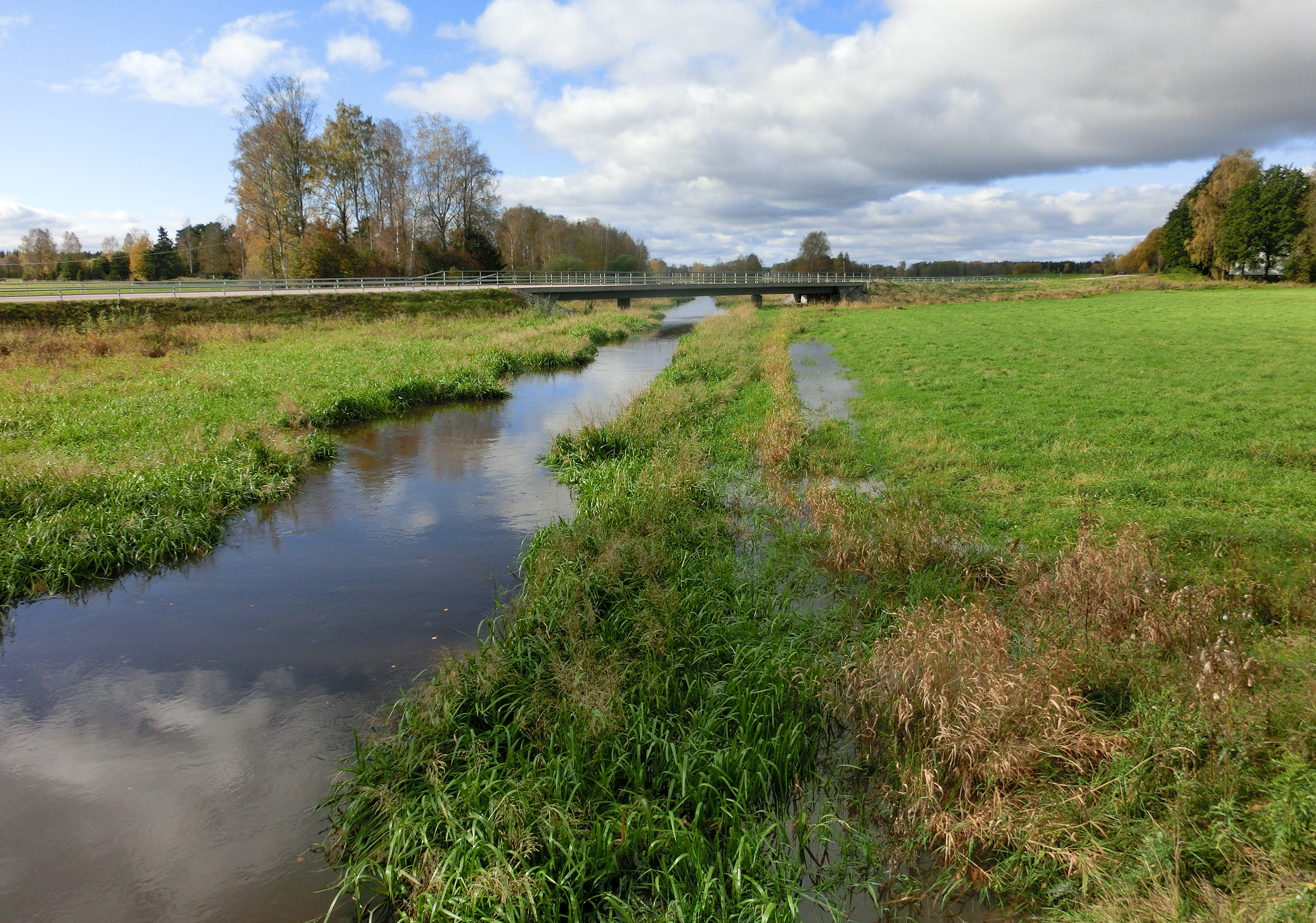
Nya landsvägsbron över Kilsån vid Sundsbacka.

Sundsbacka är en gård i Möklinta socken, Sala kommun.
Sundsbacka har fått sitt namn efter det sund som tidigare fanns här mellan Hallarens båda delar. Byn torde tidigare varit en del av Österbo men avstyckades under 1500-talet. Byn omtalas första gången i skattelängden för Älvsborgs första lösen 1571. Gården var kronofiske, och arrendatorerna betalade arrendet i form av torkad fisk. 1660 gavs gården till Sala stad och arrendet betalades i stället dit. Enligt sägner skall ett kapell ha legat här under medeltiden, och på en karta från 1748 finns "rudera af gl. kapell" utmärkt väster om gården. Efter sänkningen av Hallaren skattköptes gården 1908.